# Marie-Isabelle de la Très Sainte Trinité
Maria Isabel Picão Caldeira Carneiro, en religion Marie-Isabelle de la Très Sainte Trinité (Maria Isabel da Santíssima Trindade), née le 1er février 1889, mort le 3 juillet 1962, est une religieuse portugaise fondatrice des sœurs Conceptionnistes au service des pauvres.
Elle est reconnue vénérable par le pape François en 2013. Sa fête est le 3 juillet.

## Biographie
Maria Isabel Picão Caldeira naît le 1er février 1889 à Monte do Torrão, Santa Eulália, dans le district d'Évora, au Portugal,. Elle est issue d'une famille d'agriculteurs aisés et effectue ses études supérieures à l'École des Beaux-Arts de Lisbonne.
Elle épouse le 20 mars 1912 João Pires Carneiro et connaît dix ans de bonheur conjugal. Son mari meurt le 17 juin 1922. Elle en éprouve une vive douleur,.
Veuve et sans enfant, elle s'occupe de gérer ses terres de Santa Eulália, se dévoue pour les autres, et commence à ressentir la vocation religieuse,. Elle entre le 8 septembre 1934 au couvent des Sœurs dominicaines contemplatives à Azurara, mais elle en sort l'année suivante pour raison de santé,.
Mis au courant de sa sortie du couvent, l'archevêque d'Évora lui propose de prendre en charge la maison de retraite d'Elvas, ce qu'elle fait à partir du 30 mars 1936,.
Elle commence alors à se consacrer complètement au service des pauvres et fonde plusieurs œuvres sociales et caritatives. Elle les finance avec ses ressources et en vendant ses biens,.
Se plaçant sous la protection de Marie Immaculée et suivant l'exemple de sainte Beatriz da Silva, elle fonde en 1939, la congrégation des « Sœurs Conceptionnistes au service des pauvres ».
Sa congrégation est approuvée le 5 juillet 1955 par le Pape Pie XII, puis érigée canoniquement le 20 décembre suivant. Ce même jour, Mère Marie Isabelle de la Très Sainte Trinité prononce ses vœux perpétuels.
Sentant sa mort prochaine, elle écrit son Testament spirituel le 17 novembre 1960. Elle meurt le 3 juillet 1962 à Elvas,.

## Procédure en béatification
La première phase de la procédure pour l'éventuelle béatification est étudiée au niveau diocésain, puis le dossier est transmis à Rome auprès de la Congrégation pour les causes des saints.
Le pape François approuve le 5 juillet 2013 la reconnaissance de l'héroïcité de ses vertus et la reconnaît ainsi vénérable.
Sa fête est fixée au 3 juillet.